# Interactieve kunst
Met interactieve kunst bedoelt men in het algemeen genomen een kunstvorm waarbij men de grens tussen leven en kunst tracht te doorbreken. Tegelijk wordt het menselijk scheppingsvermogen aangesproken doordat de waarnemer in staat gesteld wordt door technische middelen het kunstwerk te veranderen.

## Situering
Deze kunstvorm vindt zijn wortels in de Fluxusbeweging en bij de happening van de zestiger jaren van de XXste eeuw. Interactieve kunst kende pas echt een boost met de komst van de netwerkomgeving waarbij de interactie eerder volgde uit het werken en experimenteren met de nieuwe internettechnologie dan uit het verlangen om de grenzen te verleggen tussen kunst en -kunstbeleving.
De interactie van de waarnemer met het kunstwerk is divers. Meestal is er een persoonlijke inbreng via een website of directe besturing via internet. Ook kunnen knoppen, schakelaars, lichtgevoelige cellen, geluidsensors en dergelijke gebruikt worden om tot een interactie met de gebruiker te komen. Het interactieve kunstwerk kent dan de spelvorm als format of een door verschillende gebruikers al of niet gelijktijdig aangewende game het zogenaamd mini multi-user role playing game, weliswaar doelloos en zonder chatfunctie. De vormgegeven interacties zijn poëtisch en vinden plaats in een esthetische omgeving die de spelers overhalen lang en uitgebreid doelloos zonder concurrentie in de virtuele omgeving te blijven ronddwalen. De auteur van het kunstwerk wil iets toevoegen aan de hedendaagse cultuur met het gegeven "game". Die wereld willen zij verrijken met een andersoortige kunstervaring.
Kunstenaars die met interactieve installaties werken zetten een kader op dat door de gebruikers moet worden ingevuld met eigen emoties door iets te ondernemen, zoals contacten te verbinden, een scherm te beroeren of simpelweg er langs heen te lopen. Het werk krijgt betekenis door wat er dan te zien en ook auditief te ervaren valt. De graad van kunstzinnigheid van het werk valt af te meten aan de aard van de enscenering, de presentatie en hoe de kunstenaar het gedrag van het publiek vormgeeft door de reacties van het werk van tevoren te programmeren. Daarom draagt een interactief kunstwerk bij voorkeur het stempel van de bedenker ervan.

## Voorbeelden van interactieve kunstvormen

### D-toren in Doetinchem

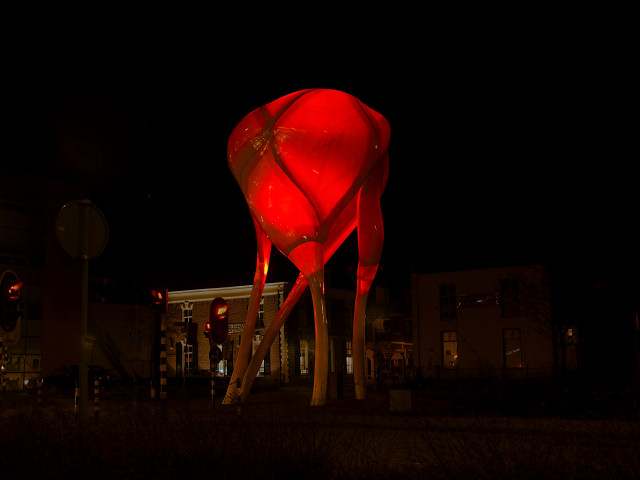
D-toren Doetinchem

Een voorbeeld van interactieve kunst is de D-toren in Doetinchem. Dit kunstwerk, gemaakt door Lars Spuybroek (architect) en Q.S. Serafijn (beeldend kunstenaar) in opdracht van de Gemeente Doetinchem, verandert van kleur afhankelijk van de gemoedstoestand van de inwoners van Doetinchem. Deze wordt gemeten middels een enquête op een website. De D-toren is in 2004 geplaatst. De toren is het eerste grootschalige kunstwerk in het kader van het Doetinchemse 'Torenplan'.

### Touch op de Rogier-toren te Brussel
Het Brusselse LAb[au] maakt met Touch interactieve installaties door 4200 vensters van de 145 m hoge Rogier-toren te Brussel te laten fungeren als evenzoveel pixels van een groot scherm. Toevallige voorbijgangers beïnvloeden de pixels door een aanraakscherm te beroeren om zodanig een nieuw beeld te vormen. De input door de gebruikers maakt punten, lijnen en vlakken aan, die een nieuwe compositie vormen op de glazen wand van de toren. De installatie Touch staat gelijktijdig verschillende inputs van meerdere vingers en meerdere mensen toe.

### Interactief schilderij LICHT
Interactief kunstenaar Thomas Artz maakte het schilderij LICHT in 2008. Toeschouwers van het schilderij kunnen door middel van een olielamp (of een willekeurige vlam) met het dorp interageren. Het schilderij vertelt het verhaal van een dorp dat bang is voor het licht. Door de lamp voor het schilderij te houden kan men zelf het dorp verlichten. Als de lamp bewogen wordt, beweegt de schaduwval mee en als het licht in de buurt van de bewoners komt rennen zij weg of sluit de kerk haar luiken.